# (38526) 1999 TB296
1999 TB296 (asteroide 38526) é um asteroide da cintura principal. Possui uma excentricidade de 0.10659450 e uma inclinação de 1.30754º.
Este asteroide foi descoberto no dia 1 de outubro de 1999 por CSS em Catalina.